# Frumoasa Lurette (film)
Frumoasa Lurette (titlul original: în germană Die schöne Lurette) este un film de operetă est-german, realizat în 1960 de regizorul Gottfried Kolditz în studioul DEFA, după opera buffă  omonimă (Belle Lurette) a compozitorului Jacques Offenbach, protagoniști fiind actorii Evelyn Cron, Jirí Papez, Otto Mellies și Hannjo Hasse.

## Distribuție
- Evelyn Cron – Lurette
- Jirí Papez – Campistrel
- Otto Mellies – ducele de Marly
- Hannjo Hasse – Malicorne
- Marianne Wünscher – Marcelline
- Josef Burgwinkel – Abbé
- Lore Frisch – Rose
- Jochen Thomas – Belhomme
- Werner Lierck – Merluchet
- Bodo Mette – Cigogne
- Jochen Diestelmann – Bosierie
- Peter Kiwitt – Cadignon
- Rolf Ripperger – o calfă
- Willi Neuenhahn – o calfă
- Frank Peter Rohm – ucenicul
- Herbert Köfer – un curtean

## Trivia
Filmul Frumoasa Lurette se bazează pe opera buffă cu același nume de Jacques Offenbach, care a avut premiera după moartea sa în 1880. Spre deosebire de original, în film Campistrel este împotriva autorităților și ajunge să fie împreună cu Lurette, care în operetă îl preferă totuși pe ducele de Marly.